# Гімн Ямайки
Jamaica, Land We Love (укр. Ямайка, Земля яку ми любимо) — державний гімн Ямайки. Слова написані Г'ю Шерлоком, музика Робертом Лайтборном у 1962 році після проголошення незалежності. Музика і слова були створені окремо, а потім об'єднанні Полом Маплетофтом і представлені Комітету з вибору гімну, де він і був обраний у конкурсі на найкращий державний гімн.

## Слова
Eternal Father bless our land
Guard us with Thy mighty hand
Keep us free from evil powers
Be our light through countless hours
To our leaders, Great Defender,
Grant true wisdom from above
Justice, truth be ours forever
Jamaica, land we love
Jamaica, Jamaica, Jamaica, land we love.
Teach us true respect for all
Stir response to duty's call
Strengthen us the weak to cherish
Give us vision lest we perish
Knowledge send us, Heavenly Father,
Grant true wisdom from above
Justice, truth be ours forever
Jamaica, land we love
Jamaica, Jamaica, Jamaica, land we love.